# تیم اوشانسی
تیم اوشانسی (انگلیسی: Tim O'Shannessey؛ زادهٔ ۱۴ اکتبر ۱۹۷۲) دوچرخه‌سوار اهل استرالیا است.